# Oteiza
Oteiza település Spanyolországban, Navarra autonóm közösségben. Oteiza Allo, Aberin, Lerín, Dicastillo, Morentin, Villatuerta, Mendigorria és Larraga községekkel határos. Lakosainak száma 950 fő (2024).

## Népesség
A település népessége az elmúlt években az alábbi módon változott:
| Lakosok száma | 898  | 924  | 962  | 969  | 959  | 944  | 922  | 918  | 931  | 950  |
|               | 2001 | 2004 | 2007 | 2009 | 2012 | 2014 | 2017 | 2019 | 2022 | 2024 |